# Marquesado de Mancera
El marquesado de Mancera es un título nobiliario español, creado el 17 de julio de 1623 por el rey Felipe IV de España a favor de Pedro de Toledo y Leiva, VI señor de Mancera y futuro virrey del Perú.
Su denominación hace referencia al señorío familiar de Mancera que fue iniciado por Pedro de Toledo y Enríquez, I señor de Mancera, Salmoral, Narros del Castillo, San Miguel de Serrezuela, Montalbo y Gallegos de Solmirón (denominadas las Cinco Villas y pertenecientes a la diócesis de Ávila) —el octavo hijo del I duque de Alba de Tormes, García Álvarez de Toledo y Carrillo de Toledo—,  que se casó con Leonor de Ayala, hija de Pedro López de Ayala, comendador de Mora, y de María Dávalos; hoy dividido en Mancera de Arriba, Provincia de Ávila, y Mancera de Abajo Provincia de Salamanca.
El palacio de los marqueses de Mancera, se ubica en el actual Mancera de Abajo.
También hace referencia a la Isla Mancera en Chile, donde Pedro de Toledo y Leiva, siendo virrey del Perú, mandó fortificar la isla, a la que dio por nombre, «Isla Mancera», pasando a formar parte del sistema defensivo integrado en Valdivia, poblándola inmediatamente con castellanos.
La grandeza de España fue concedida por el rey Carlos II primeramente a título personal a favor de  Antonio Sebastián de Toledo Molina y Salazar, II marqués de Mancera y exvirrey de Nueva España, el 6 de noviembre de 1686 y posteriormente, por el mismo monarca, con carácter perpetuo, al marquesado, el 5 de octubre de 1692.

## Señores de Mancera
I. Pedro de Toledo y Enríquez (m. c. 1511), cuarto hijo varón de García Álvarez de Toledo y Carrillo de Toledo, I duque de Alba de Tormes, quien constituyó mayorazgo a favor de su hijo en 1488. Casado con Leonor de Ayala, le sucedió su hijo:
II. Pedro de Toledo y Ayala, sin sucesión legítima, le sucedió su hermano:
III. Enrique de Toledo y Ayala (m. 4 de mayo de 1552). Se casó con Isabel de Castilla y Mendoza. Le sucedió su hijo
IV. Luis de Toledo y Mendoza, casado en segundas nupcias con Isabel de Leiva y Mendoza. Le sucedió su hijo:
V. Enrique de Toledo y Leiva (m. Segovia, 1598). A los 18 años profesó como carmelita, con el nombre de Luis de Jesús, y renunció al señorío. Le sucedió su hermano:
VI. Pedro de Toledo y Leiva, I marqués de Mancera.

## Marqueses de Mancera
|                        | Titular                                                          | Periodo                |
| Creación por Felipe IV | Creación por Felipe IV                                           | Creación por Felipe IV |
| ---------------------- | ---------------------------------------------------------------- | ---------------------- |
| I                      | Pedro de Toledo y Leiva                                          | 1623-1654              |
| II                     | Antonio Sebastián de Toledo Molina y Salazar                     | 1654-1715              |
| III                    | Pedro Sarmiento y Toledo                                         | 1715-1721              |
| IV                     | Mariana Sarmiento Eraso y Toledo                                 | 1721-1748              |
| V                      | Josefa Sarmiento Eraso y Toledo                                  | 1748-1758              |
| VI                     | Joaquín Enríquez Pimentel y Sarmiento                            | 1758-1792              |
| VII                    | María Petronila Pimentel y Zúñiga                                | 1792-1802              |
| VIII                   | Manuel Antonio Fernández de Córdoba y Pimentel                   | 1802-1805              |
| IX                     | Joaquín Fernández de Córdova y Pacheco                           | 1848-1871              |
| X                      | Alfonso Fernández de Córdoba y Álvarez de las Asturias Bohorques | 1871-1903              |
| XI                     | Joaquín Fernando Fernández de Córdoba y Osma                     | 1903-1957              |
| XII                    | Gonzalo Alfonso Fernández de Córdoba y Larios                    | 1959-2013              |
| XIII                   | Marina Fernández de Córdoba y Hohenlohe-Langenburg               | 2014-actual titular    |

## Historia de los marqueses de Mancera

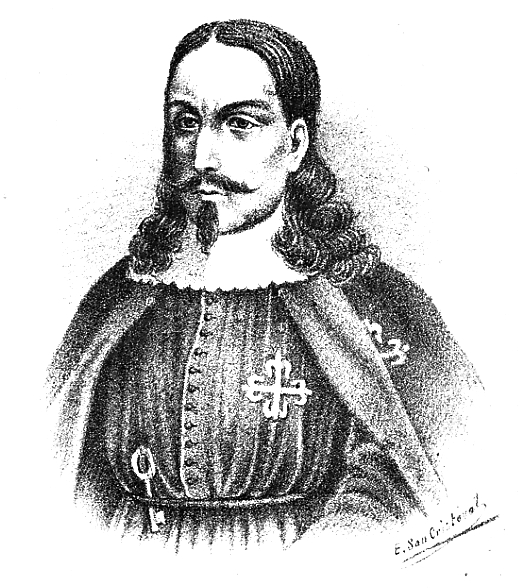
Pedro de Toledo y Leiva, I marqués de Mancera

- Pedro de Toledo y Leiva (Úbeda, 1585-Mancera de Abajo, 9 de marzo de 1654),[3] I marqués de Mancera,[2]  VI señor de las Cinco Villas, caballero de la Orden de Alcántara, consejero de guerra del rey Felipe IV, teniente general de las Galeras de España, gobernador de Galicia, virrey del Perú, gentilhombre de cámara y embajador en Alemania y en Venecia.[3]

Se casó con Luisa Feijoó de Novoa y Zamudio,  I marquesa de Belvís hija de Francisco de Novoa y de Leonor de Zamudio.
Contrajo un segundo matrimonio hacia 1619 con María Luisa Molina Salazar y Enríquez de Navarra, IV señora de El Mármol por fallecimiento de su hermano Juan, III señor de El Mármol, que falleció en 1617 sin descendencia. Era hija de Luis Vázquez Molina y Salazar (m. 1606), II señor de El Mármol, y de su primera esposa, Ana Enríquez de Navarra, de la casa de Ablitas y de los mariscales del reino de Navarra.
De su primera esposa fue padre de varios hijos, entre ellos, Francisca de Toledo y Osorio, II marquesa de Belvís y I marquesa de Montalbo en 1630, con subrogación del marquesado de Belvís. Francisca contrajo un segundo matrimonio con Diego Sarmiento de Acuña y Sotomayor, II conde de Gondomar. Un hijo de este matrimonio, Pedro Sarmiento y Toledo fue el III marqués de Mancera.
Le sucedió en el marquesado de Mancera un hijo de su segunda mujer:

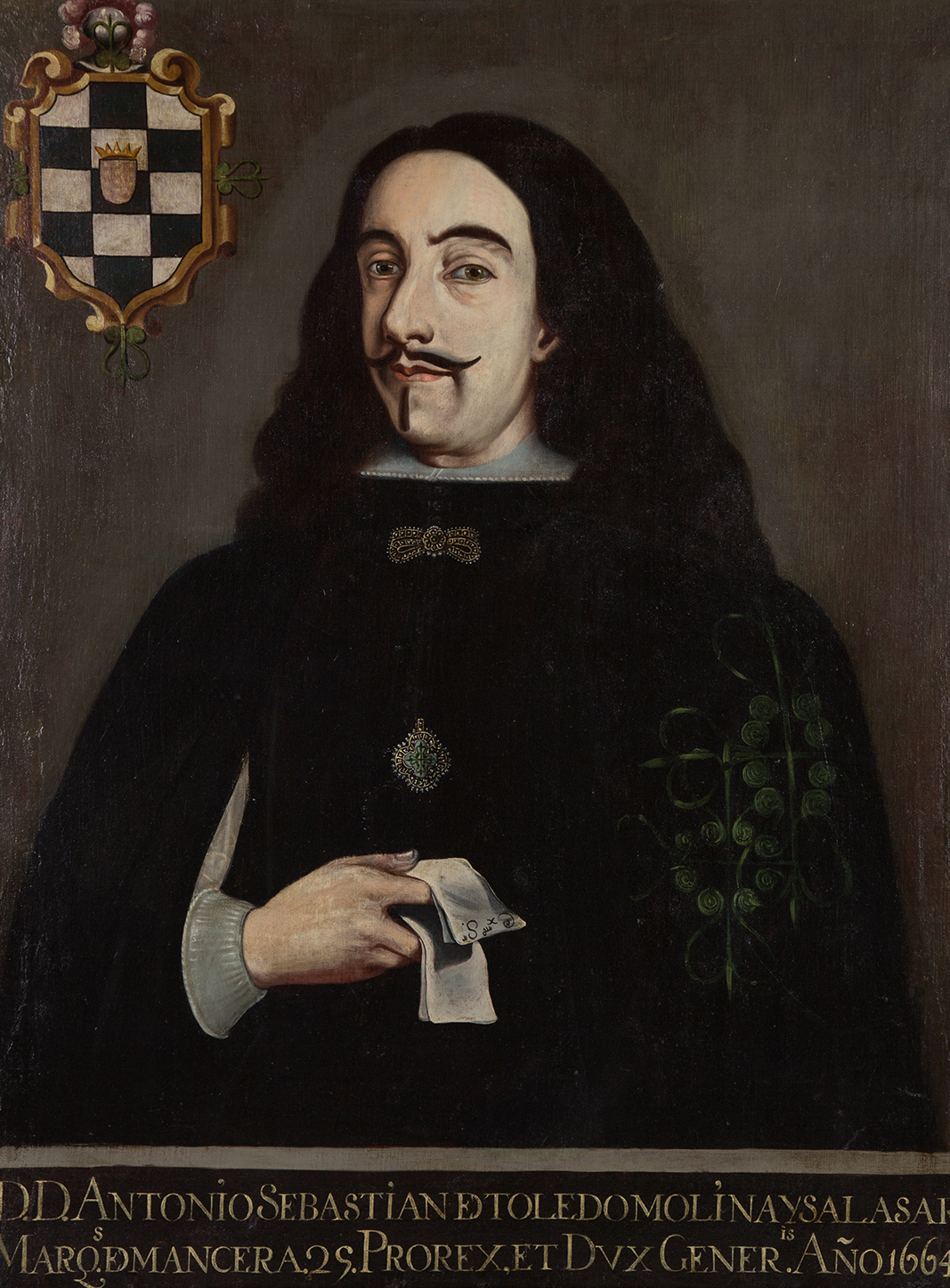
Antonio Sebastián de Toledo Molina y Salazar, II marqués de Mancera

- Antonio Sebastián de Toledo Molina y Salazar[1][2] (baut. 4 de febrero de 1620[7]-13 de febrero de 1715), II marqués de Mancera, con grandeza de España personal en 1686 y perpetua para el marquesado el 5 de octubre de 1692.[2] Fue embajador en Alemania y en Venecia, virrey de Nueva España, consejero de Estado, capitán general del Mar Océano, gobernador de Milán, mayordomo mayor de la reina madre,[8] caballero de la Orden de Calatrava,[7] V señor de El Mármol[9] y I señor de las Cinco Villas.

Contrajo un primer matrimonio el 7 de octubre de 1655 en Madrid (Real Capilla) con Leonor María del Carreto (m. 22 de abril de 1674), hija del marqués de Grana, embajador de Alemania en Madrid. Se casó en segundas nupcias en 1676 con Juliana Teresa de Meneses Portocarrero (m. 12 de abril de 1703), hija de Pedro Portocarrero de Córdoba y Aragón, VIII conde de Medellín, y de su segunda mujer María Beatriz de Meneses y Noroña, III duquesa de Caminha, VIII marquesa de Villareal,  (reconocido en 1660,  antes, marquesado de Vila Real, en Portugal),  IX condesa de Alcoutim, (reconocido en 1660, antes, marquesado de Alcoutim, de Valença e Valadares, en Portugal).  Le sucedió, su sobrino, hijo de su hermanastra Francisca:
- Pedro Sarmiento y Toledo (m. 4 de abril de 1721), III marqués de Mancera,[13] III conde de Gondomar, II conde de Montalbo después de la muerte de su hermano García (18 de octubre de 1711), decano del supremo consejo de Castilla, caballero de la Orden de Santiago,[3] gentilhombre de cámara con ejercicio, fiscal y consejero de Castilla.[6]

Se casó en primeras nupcias con María Josefa de Eraso Vargas y Carvajal, III condesa de Humanes, y III condesa del Puerto. Contrajo un segundo matrimonio con Inés de Palafox y Zúñiga, hija de Juan Francisco de Palafox y Folch de Cardona, IV marqués de Ariza, VII marqués de Guadalest. Le sucedió su hija del primer matrimonio:
- Mariana Sarmiento Eraso y Toledo (m. 16 de diciembre de 1748), IV marquesa de Mancera,[13] IV condesa de Gondomar, III marquesa de Montalbo, V condesa del Puerto y V condesa de Humanes.[3]

Contrajo un primer matrimonio el 14 de septiembre de 1709 con Juan de Dios Pacheco y Téllez-Girón (m. 21 de julio de 1722), segundo hijo de Juan Francisco Pacheco Téllez-Girón y Fernández de Velasco, III conde de la Puebla de Montalbán, I marqués de Menas Albas, y de Isabel María de Sandoval y Girón, IV duquesa de Uceda, IV marquesa de Belmonte. Se casó en segundas nupcias el 17 de octubre de 1723 con Domingo Portocarrero (m. 21 de agosto de 1750). Sin descendientes de ninguno de sus matrimonios, le sucedió su media hermana, hija del segundo matrimonio de su padre:

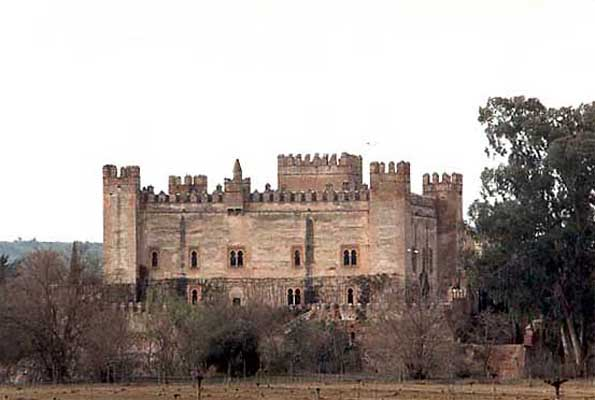
Castillo de los marqueses de Malpica, marqueses de Mancera

- Josefa Joaquina de Toledo Sarmiento y Palafox (m. 6 de abril de 1758), V marquesa de Mancera,[7] V condesa de Gondomar y IV marquesa de Montalbo.[7]

Se casó el 25 de marzo de 1721 con José Francisco Enríquez Pimentel y Zuluart, VII marqués de Povar, VI marqués de Malpica y IV conde de Navalmoral. Le sucedió su hijo:
- Joaquín Enríquez de Pimentel y Sarmiento (m. 26 de octubre de 1792), VI marqués de Mancera,[13] VI conde de Gondomar,[16] XII duque de Medina de Rioseco,[16] VII marqués de Malpica,[16] V marqués de Montalbo,[16] VIII marqués de Povar,[16] V y último conde de Navalmoral.[16]

Se casó en 1761 con María Bernarda Cernesio y Guzmán, (m. 1802), hija de José Manuel Cernesio y Perellós, III conde de Parcent. Le sucedió su hija:
- María Petronila Pimentel y Zúñiga (Madrid, 19 de noviembre de 1746-29 de enero de 1802), VII marquesa de Mancera,[13] VIII marquesa de Malpica,[16] IX marquesa de Povar,[16] VI marquesa de Montalbo[16] y VII condesa de Gondomar.

Contrajo matrimonio el 12 de octubre de 1761 con Pedro de Alcántara Fernández de Córdoba Figueroa de la Cerda, XII duque de Medinaceli, VIII duque de Camiña, XI duque de Feria, X duque de Alcalá de los Gazules, XII duque de Segorbe, XIII duque de Cardona, etc. Le sucedió su hijo:
- Manuel Antonio Fernández de Córdoba y Pimentel (13 de junio de 1764-26 de septiembre de 1805), VIII marqués de Mancera,[13] X marqués de Povar,[17] IX marqués de Malpica,[17] VIII conde de Gondomar,[17] y VII marqués de Montalbo.[17]

Se casó el 15 de abril de 1781 con María del Carmen Teresa Pacheco y Fernández de Velasco, V duquesa de Arión. Le sucedió su hijo:
- Joaquín Fernández de Córdova y Pacheco (1787-1 de octubre de 1871), IX marqués de Mancera,[13] VI duque de Arión,[19] X marqués de Povar,[17] IX marqués de Malpica,[17] VIII conde de Gondomar y VII marqués de Montalbo.[17] Fue mariscal de campo, caballerizo, montero y ballestero mayor de la reina, jefe superior de Palacio, prócer y senador.[19]

Se casó el 16 de junio de 1814 con María de la Encarnación Álvarez de las Asturias Bohorques y Chacón, hija de Nicolás Álvarez de las Asturias Bohorques, VI marqués de Trujillos, I duque de Gor. Le sucedió su hijo:
- Alfonso Fernández de Córdoba y Álvarez de las Asturias Bohorques (8 de julio de 1823-21 de marzo de 1903), X marqués de Mancera.[13] Soltero y sin descendientes, le sucedió su sobrino:

- Joaquín Fernández de Córdoba y Osma (Biarritz, 21 de septiembre de 1870-Madrid, 19 de noviembre de 1957), XI marqués de Mancera,[13] VIII duque de Arión,[19] II duque de Cánovas del Castillo,[17] II marqués de la Puente, V marqués de la Puente y Sotomayor, XV marqués de Povar,[17] II marqués de Cubas, IV marqués de Griñón,[17] XII marqués de Malpica,[17] X marqués de Valero, X conde de Berantevilla,[17] II conde de Santa Isabel,[17] II marqués de Alboloduy,[17] Gran cruz del Mérito Militar, de la Orden de Carlos III, gentilhombre de cámara del rey con ejercicio y servidumbre, y diputado y senador.[20] Era hijo de Fernando Fernández de Córdoba y  Álvarez Bohorques, marqués de Povar,  de Blanca de Osma y Zabala.[20]

Se casó en 1905 con María de la Luz Mariátegui y Pérez de Barradas, IV marquesa de Monte de Vay.  Le sucedió de su hijo Fernando Fernández de Córdova y Mariátegui XIII marqués de Povar, que casó con Natalia Larios y Fernández de Villavicencio, el hijo de ambos, por tanto su nieto:
- Gonzalo Fernández de Córdoba Larios (Málaga, 14 de febrero de 1934-2013), XII marqués de Mancera,[13] IX duque de Arión[19], III duque de Cánovas del Castillo,[17] XVII marqués de Povar,[17] XIII marqués de Malpica,[17] X marqués de Valero,[17] IV marqués de Alboloduy,[17] V marqués de Monte de Vay.[17]

Contrajo un primer matrimonio con la princesa alemana Beatriz de Hohenlohe-Langenburg e Yturbe y después se casó en segundas nupcias con María de los Reyes Mitjans y Verea. Le sucedió de su primer matrimonio, su hija:
- Marina Fernández de Córdoba y Hohenlohe-Langenburg (n. 14 de septiembre de 1961), XIII y actual marquesa de Mancera[22] y V marquesa de Monte de Vay.

Casada con Jaime de Soto y López-Doriga, padres de Beltrán y de Miguel de Soto y Fernández de Córdoba.